# Рошсервьер
Рошсервьер (фр. Rocheservière) — коммуна на западе Франции, регион Пеи-де-ла-Луар, департамент Вандея, округ Ла-Рош-сюр-Йон, кантон Эзне. Расположена в 31 км к северу от Ла-Рош-сюр-Йона и в 29 км к югу от Нанта, в 17 км от автомагистрали А83. 
Население (2019) — 3 400 человек.

## Достопримечательности
- Церковь Нотр Дам
- Шато Ла Туш начала XIX века

## Экономика
Структура занятости населения:
- сельское хозяйство — 4,5 %
- промышленность — 22,9 %
- строительство — 16,0 %
- торговля, транспорт и сфера услуг — 28,4 %
- государственные и муниципальные службы — 28,2 %

Уровень безработицы (2018) — 7,9 % (Франция в целом —  13,4 %, департамент Вандея — 10,5 %). 

Среднегодовой доход на 1 человека, евро (2019) — 21 180 (Франция в целом — 21 730, департамент Вандея — 21 550).

## Демография
Динамика численности населения, чел.

## Администрация
Пост мэра Рошсервьера с 2012 года занимает Бернар Дабрето (Bernard Dabreteau). На муниципальных выборах 2020 года возглавляемый им список был единственным. 
| Период | Период | Фамилия        | Партия                                  | Примечания |
| ------ | ------ | -------------- | --------------------------------------- | --- |
| 1977   | 1986   | Ида Грилле     |                                         | учительница |
| 1986   | 1995   | Гастон Пико    |                                         | |
| 1995   | 1999   | Жерар Дюга     |                                         | парикмахер |
| 1999   | 2001   | Даниэль Гибер  | Разные правые                           | фермер |
| 2001   | 2012   | Ален Лебёф     | Разные правые Союз за народное движение | преподаватель, затем директор колледжа, депутат Национального собрания, член Генерального совета департамента, президент Совета департамента |
| 2012   |        | Бернар Дабрето | Разные правые                           | коммерческий директор |

## Галерея

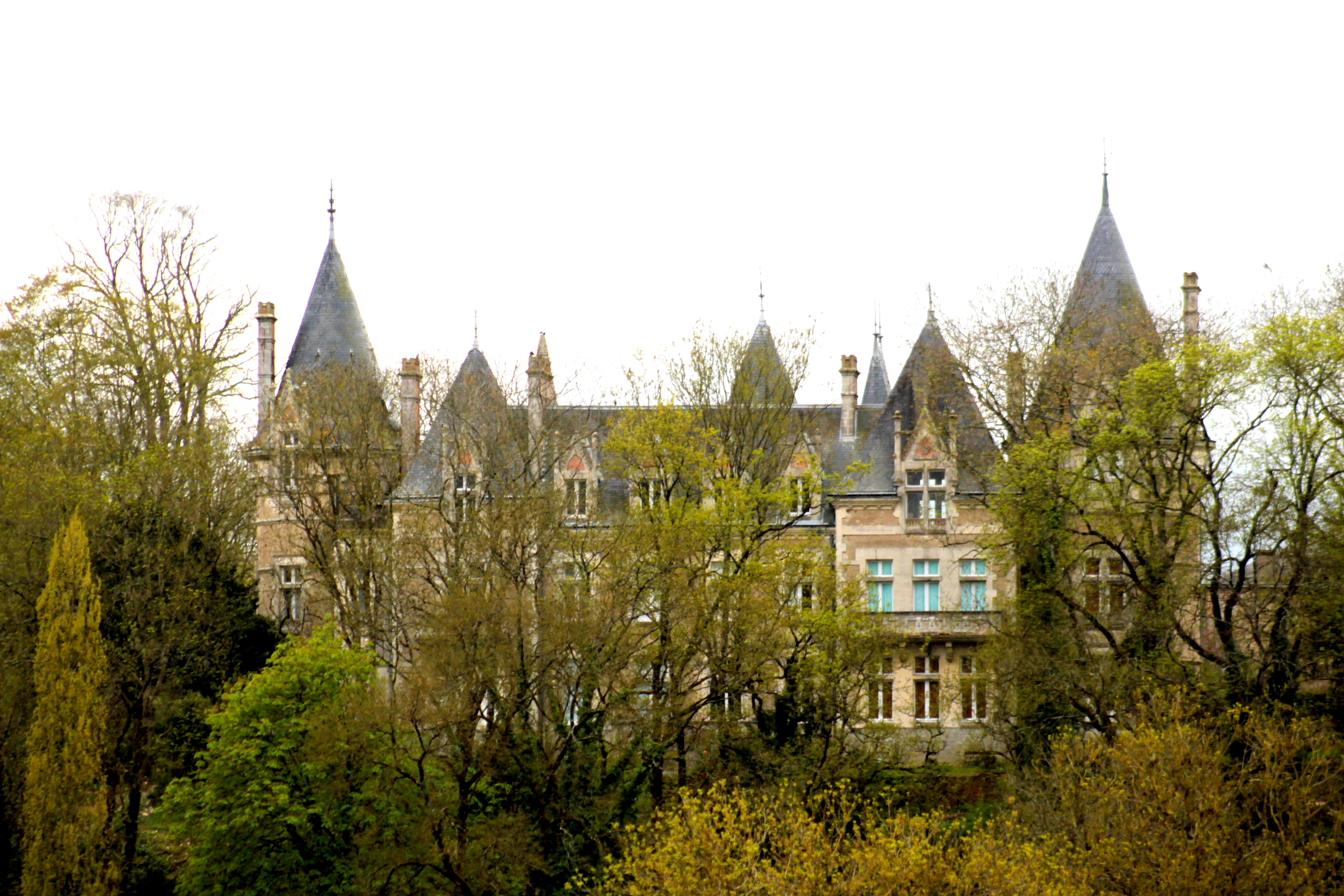
Шато Ла Туш
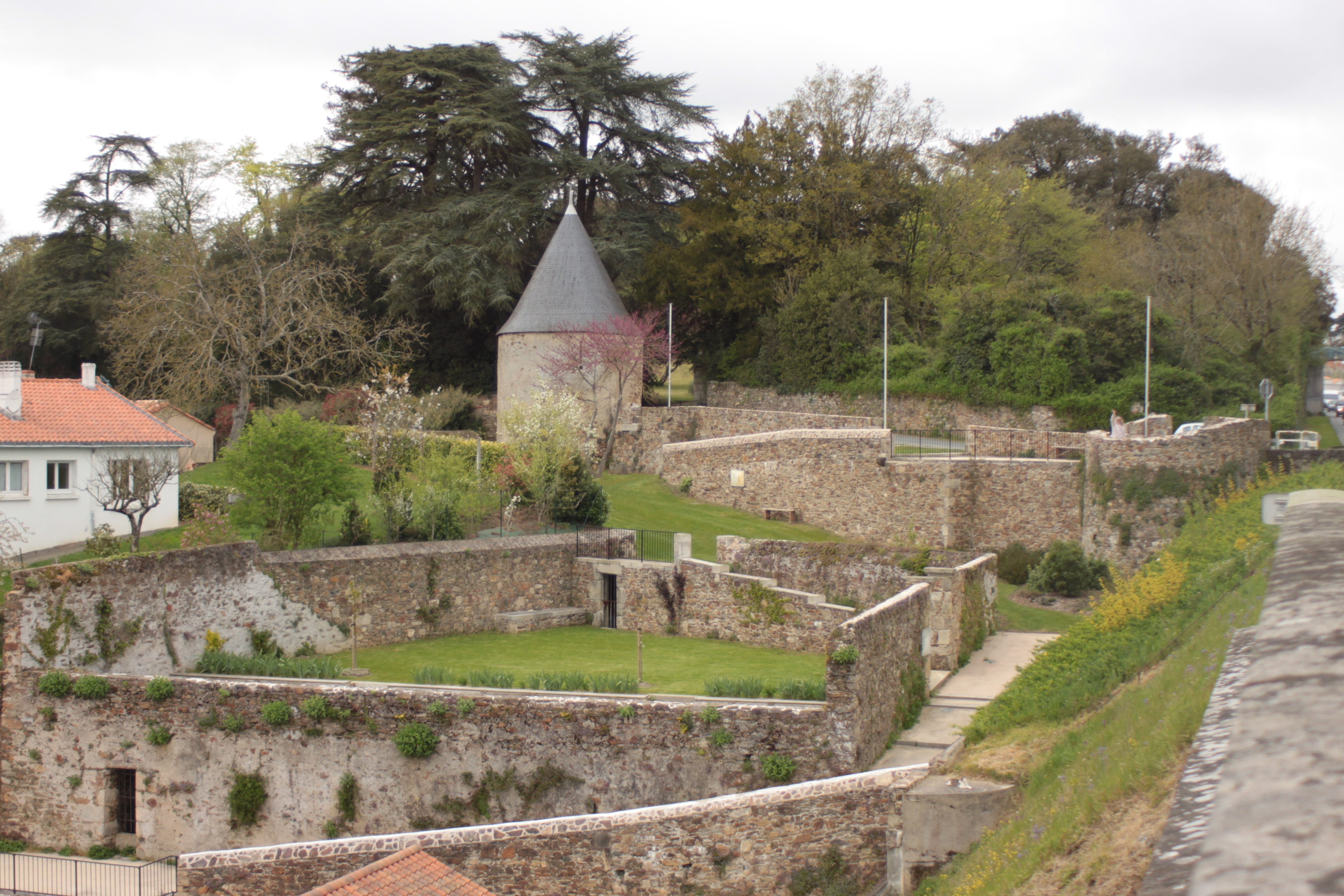
Остатки крепостной стены и башня